# Moestafa El Kabir
Moestafa El Kabir (in arabo مصطفى الكبير‎?; Targuist, 5 ottobre 1988) è un ex calciatore marocchino con cittadinanza olandese, di ruolo attaccante.

## Biografia
È fratello maggiore del centrocampista Othman El Kabir.

## Carriera

### Club
Dopo aver iniziato nelle giovanili del Blauw-Wit Amsterdam, nel 2005 passò allo Jong Ajax per poi lasciarlo dopo un anno e firmare per il Jong Feyenoord. Nel 2007 passò all'Utrecht dove entrò a far parte della squadra riserve. Il 3 giugno 2008 firmò il suo primo contratto da professionista per il NEC Nijmegen. Fece il suo debutto in Eredivisie nel novembre 2008 nella partita contro il NAC Breda.
L'8 febbraio 2010 il NEC decise di sciogliere il contratto con il giocatore a seguito di un provvedimento disciplinare, nonostante il giocatore fosse legato al club sino al 2012. El Kabir si accordò quindi con il Mjällby, neopromosso in Allsvenskan, che lo acquistò a parametro zero. Segnò il suo primo gol con la nuova maglia contro l'Örebro alla terza giornata di campionato, ripetendosi poi alla settima giornata contro l'Häcken. Concluse poi il campionato con 10 gol all'attivo, contribuendo alla conquista del sesto posto della squadra.
Il 13 giugno 2011 venne ceduto in prestito con diritto di riscatto al Cagliari, con cui esordì l'11 settembre 2011 nella trasferta contro la Roma segnando il gol del 2 a 0 per i rossoblu.
Dopo l'esordio rimase a lungo lontano dal campo, a causa di una malformazione ai denti che gli impediva di allenarsi correttamente. Al termine del campionato, in cui raccolse appena 7 presenze, non fu riscattato dal Cagliari e tornò al Mjällby, dove trascorse e concluse la seconda parte dell'Allsvenskan 2012 mettendo a segno una rete in cinque partite.
Nel gennaio 2013 si trasferì a titolo definitivo al BK Häcken, militante nella massima divisione svedese.
Esordì con la nuova squadra il 2 marzo in Coppa di Svezia nell'incontro Häcken-Falkenberg (1-2).
Il suo esordio in campionato avvenne il 31 marzo nella sfida casalinga contro l'IFK Göteborg, terminata 0-3 in favore degli ospiti. Segnò la sua prima rete e doppietta in campionato il 14 aprile, in occasione della larga vittoria casalinga per 4-0 contro il Djurgården. Al termine del campionato risultò essere il miglior marcatore della sua squadra con 12 reti in 22 partite.
Nel luglio del 2014 venne ceduto agli arabi dell'Al-Ahli per una cifra compresa fra gli 8 e i 9 milioni di corone svedesi. Nel febbraio del 2015 invece passò ai turchi del Gençlerbirliği, con un contratto rescisso nel luglio 2016, in anticipo rispetto alla scadenza originale fissata per l'estate del 2017.
Pochi giorni più tardi venne presentato come nuovo ingaggio dei giapponesi del Sagan Tosu allenati da Massimo Ficcadenti, già suo tecnico ai tempi del Cagliari. Lasciò il club asiatico nel corso del successivo mese di gennaio, quando approdò in Turchia all'Antalyaspor con un contratto di due anni e mezzo.
Il 26 marzo 2018, pochi giorni prima rispetto alla prima giornata dell'Allsvenskan 2018 (in cui poi fu decisivo con il gol partita segnato al Kalmar), venne annunciato il suo ritorno agli svedesi dell'Häcken con un prestito fino alla pausa per i vicini Mondiali 2018. Con questa mossa, la società giallonera volle anche cautelarsi, dando modo ad Alhassan Kamara di non affrettare il rientro da un lungo infortunio. Circa due mesi e mezzo più tardi, all'inizio di giugno, il giocatore rescisse il proprio contratto con l'Antalyaspor complice una disputa sul mancato pagamento dello stipendio, azione che di fatto determinò anche la fine del prestito all'Häcken.
La sua carriera continuò ancora in Turchia, con la firma con l'Ankaragücü nel luglio del 2018. Tra il mese di agosto e quello di dicembre collezionò 14 presenze in Süper Lig segnando 6 gol, poi ottenne lo svincolo contrattuale.
L'11 marzo 2019 tornò a far nuovamente parte di una squadra svedese, questa volta firmando con il Kalmar un contratto di breve durata valido fino alla successiva estate.
Svincolatosi dal Kalmar, il 6 luglio 2019 si trasferì a parametro zero al Çaykur Rizespor con cui firmò un contratto per un anno, fino al 30 giugno 2020. Alla seconda giornata di campionato, tuttavia, si ruppe il perone destro e fu quindi costretto ad operarsi. Quella fu anche la sua ultima presenza stagionale: nel gennaio del 2020 rescisse e non trovò poi squadra per alcuni mesi.
A oltre un anno dall'ultima partita ufficiale disputata, El Kabir ripartì nel settembre del 2020 dalla seconda serie svedese con la chiamata da parte dell'Örgryte. Il giocatore rivelò di non aver ricevuto nessuna offerta dal campionato di Allsvenskan, e che avrebbe giocato per la squadra rossoblu con uno stipendio minimo al fine di rimettersi in forma e rilanciare la propria carriera. In 6 presenze nel corso della Superettan 2020 (di cui solo una da titolare) segnò una rete.
Nel gennaio del 2021 approdò all'Erzurumspor, club turco che in quel momento occupava il terzultimo posto nella Süper Lig 2020-2021. Giocò undici partite di campionato senza però segnare, per poi lasciare il club a maggio.
Nell'agosto del 2021 stipulò un accordo con la squadra riserve dell'Hammarby ovvero l'Hammarby TFF, che in quel momento occupava il penultimo posto nella terza serie svedese. Una sua rete all'85' minuto dell'ultima giornata permise ai biancoverdi di evitare la retrocessione in quarta serie.
Nel 2022 ha giocato 9 partite nella quarta serie svedese con la maglia dello United IK Nordic, senza però mai segnare. Il 5 ottobre 2022, nel giorno del suo trentaquattresimo compleanno, annunciò il ritiro dal calcio giocato attraverso un post su Instagram.

### Nazionale
Pur avendo acquisito la nazionalità olandese, e quindi potendo eventualmente accettare una convocazione della selezione Oranje, venne convocato per la prima volta da Eric Gerets, commissario tecnico della Nazionale marocchina il 24 settembre 2011 per la partita Marocco-Tanzania del 9 ottobre dello stesso anno, senza tuttavia scendere in campo.

## Statistiche

### Presenze e reti nei club
Statistiche aggiornate al 16 luglio 2016.
| Stagione              | Squadra               | Campionato            | Campionato | Campionato | Coppe nazionali | Coppe nazionali | Coppe nazionali | Coppe continentali | Coppe continentali | Coppe continentali | Altre coppe | Altre coppe | Altre coppe | Totale | Totale |
| Stagione              | Squadra               | Comp                  | Pres       | Reti       | Comp            | Pres            | Reti            | Comp               | Pres               | Reti               | Comp        | Pres        | Reti        | Pres   | Reti   |
| --------------------- | --------------------- | --------------------- | ---------- | ---------- | --------------- | --------------- | --------------- | ------------------ | ------------------ | ------------------ | ----------- | ----------- | ----------- | ------ | ------ |
| 2008-2009             | N.E.C.                | E                     | 10         | 0          | CO              | 0               | 0               | CU                 | 4                  | 0                  |             | -           | -           | 14     | 0      |
| 2009-2010             | N.E.C.                | E                     | 11         | 0          | CO              | 1               | 1               |                    | -                  | -                  |             | -           | -           | 12     | 1      |
| Totale N.E.C.         | Totale N.E.C.         | Totale N.E.C.         | 21         | 0          |                 | 1               | 1               |                    | 4                  | 0                  |             |             |             | 26     | 1      |
| 2010                  | Mjällby               | A                     | 24         | 10         | SC              | 3               | 5               |                    | -                  | -                  |             | -           | -           | 27     | 15     |
| apr.-giu. 2011        | Mjällby               | A                     | 9          | 5          | SC              | 1               | 0               |                    | -                  | -                  |             | -           | -           | 10     | 5      |
| 2011-2012             | Cagliari              | A                     | 7          | 1          | CI              | 0               | 0               |                    | -                  | -                  |             | -           | -           | 7      | 1      |
| lug.-dic. 2012        | Mjällby               | A                     | 5          | 1          | SC              | 1               | 0               |                    | -                  | -                  |             | -           | -           | 6      | 1      |
| Totale Mjällby        | Totale Mjällby        | Totale Mjällby        | 38         | 16         |                 | 5               | 5               |                    |                    |                    |             |             |             | 43     | 21     |
| gen.-mar. 2013        | Häcken                | -                     | -          | -          | SC              | 3               | 3               |                    | -                  | -                  |             | -           | -           | 3      | 3      |
| 2013                  | Häcken                | A                     | 22         | 12         | SC              | 4               | 3               | UEL                | 3                  | 0                  |             | -           | -           | 29     | 15     |
| mar.-lug. 2014        | Häcken                | A                     | 10         | 7          | SC              | -               | -               |                    | -                  | -                  |             | -           | -           | 10     | 7      |
| Totale Häcken         | Totale Häcken         | Totale Häcken         | 32         | 19         |                 | 7               | 6               |                    | 3                  | 0                  |             |             |             | 42     | 25     |
| 2014- feb.2015        | Al-Ahli               | SPL                   | 11         | 3          | CPC             | 2               | 1               |                    | -                  | -                  |             | -           | -           | 13     | 4      |
| feb.-giu. 2015        | Gençlerbirliği        | SL                    | 15         | 4          | CT              | 3               | 1               |                    | -                  | -                  |             | -           | -           | 18     | 5      |
| 2015-2016             | Gençlerbirliği        | SL                    | 28         | 8          | CT              | 0               | 0               |                    | -                  | -                  |             | -           | -           | 28     | 8      |
| Totale Gençlerbirliği | Totale Gençlerbirliği | Totale Gençlerbirliği | 43         | 12         |                 | 3               | 1               |                    |                    |                    |             |             |             | 46     | 13     |
| Totale carriera       | Totale carriera       | Totale carriera       | 152        | 51         |                 | 18              | 14              |                    | 7                  | 0                  |             | -           | -           | 177    | 65     |

## Palmarès

### Club

#### Competizioni nazionali
- Coppa della Corona del Principe saudita: 1

Al-Ahli: 2015